# Gerard van der Geer
Gerard van der Geer (* 27. August 1950 in Voorhout) ist ein niederländischer Mathematiker, der sich mit Algebraischer Geometrie beschäftigt.

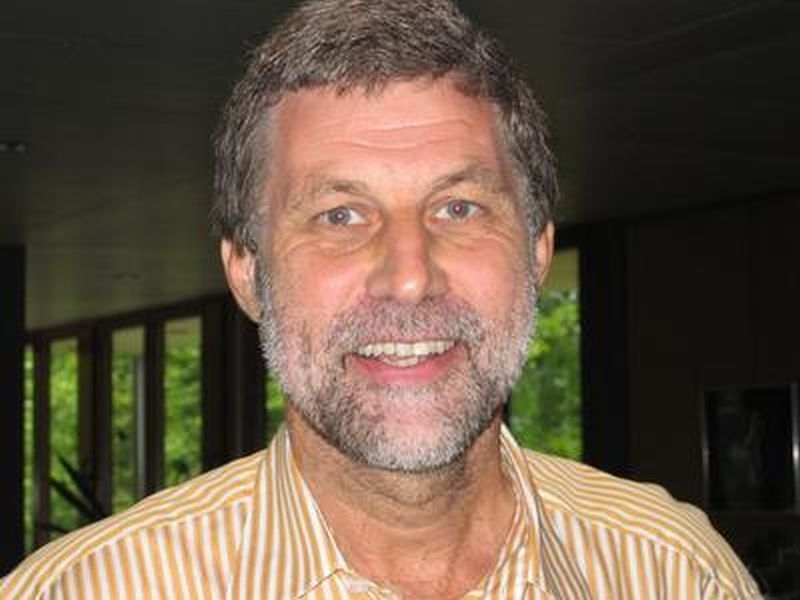
Gerard van der Geer, Oberwolfach 2005

## Leben und Wirken
Gerard van der Geer studierte an der Universität Leiden, wo er auch 1977 bei Antonius van de Ven (und Don Zagier) promoviert wurde (On Hilbert Modular Surfaces of principal congruent subgroups). Danach war er bis 1978 in Bonn am Max-Planck-Institut für Mathematik und später in den Niederlanden an der Universität Utrecht und der Technischen Universität Eindhoven. Er ist zurzeit Professor für Algebra am Korteweg-de-Vries-Institut der Universität Amsterdam.
Van der Geer beschäftigte sich mit den Modulräumen algebraischer Kurven und abelscher Varietäten (Hilbertsche Modulflächen) und Kurven über endlichen Körpern sowie deren Anwendungen in der Codierungstheorie.
Zu seinen Doktoranden zählen Carel Faber und Bert van Geemen.

## Schriften
- mit Friedrich Hirzebruch: Lectures on Hilbert Modular Surfaces. Les Presses de l’Université de Montréal, Montreal 1981, ISBN 2-7606-0562-0.
- Hilbert Modular Surfaces (= Ergebnisse der Mathematik und ihrer Grenzgebiete. Folge 3, Bd. 16). Springer, Berlin u. a. 1988, ISBN 3-540-17601-2.
- mit Jacobus H. van Lint: Introduction to coding theory and algebraic geometry (= DMV-Seminar. 12). Birkhäuser, Basel u. a. 1988, ISBN 3-7643-2230-6.
- als Herausgeber mit Frans Oort, Joseph Steenbrink: Arithmetic Algebraic Geometry (= Progress in Mathematics. 89). Birkhäuser, Boston MA u. a. 1991, ISBN 0-8176-3513-0.
- als Herausgeber mit Robbert Dijkgraaf, Carel Faber: The Moduli Space of Curves (= Progress in Mathematics. 129). Birkhäuser, Boston MA u. a. 1995, ISBN 0-8176-3784-2.
- Error correcting codes and curves over finite fields. In: Björn Engquist, Wilfried Schmid (Hrsg.): Mathematics unlimited – 2001 and beyond. Springer, Berlin u. a. 2000, ISBN 3-540-66913-2, S. 1115–1138, doi:10.1007/978-3-642-56478-9_58.
- mit Jan Hendrik Bruinier, Don Zagier, Günter Harder: The 1-2-3 of Modular Forms. Lectures at a Summer School in Nordfjordeid, Norway. Springer, Berlin u. a. 2009, ISBN 978-3-540-74117-6.
  - S. 181–245: Siegel Modular Forms and Their Applications. doi:10.1007/978-3-540-74119-0_3.
- als Herausgeber mit René Schoof, Ben Moonen: Number fields and function fields. Two parallel worlds (= Progress in Mathematics. 239). Birkhäuser, Boston MA u. a. 2005, ISBN 0-8176-4397-4.